# Materializm wulgarny
Materializm wulgarny – ogólna nazwa redukcjonistycznych poglądów XIX-wiecznych przyrodników, którzy w sposób prymitywny sprowadzali zjawiska psychiczne do chemicznych i biologicznych. Najbardziej znanymi przedstawicielami tego kierunku byli: Ludwig Büchner, Karl Vogt i Jakob Moleschott.

## Poglądy filozoficzne
Wulgarni materialiści twierdzili, że mózg wydziela myśl na tej samej zasadzie, jak wątroba wydziela żółć, zaś nerki urynę. Stanowisko takie było krokiem wstecz w porównaniu nie tylko z materializmem dialektycznym, ale również z francuskim materializmem XVIII w. Fryderyk Engels w swej pracy Ludwig Feuerbach i zmierzch klasycznej filozofii niemieckiej nazywał materializm wulgarny

spłyconą, zwulgaryzowaną postacią, w której materializm XVIII stulecia trwa dziś w głowach przyrodników i lekarzy i w której głoszony był w latach pięćdziesiątych przez swych wędrownych kaznodziejów: Buechnera, Kogla i Moleschotta. ... Wulgaryzujący domokrążcy, którzy w Niemczech lat pięćdziesiątych zajmowali się materializmem, ani na krok nie wyszli poza granice osiągnięte przez ich mistrzów.

## Poglądy społeczne
Interpretując w sposób swoisty teorię Karola Darwina, wulgarni materialiści, w szczególności Büchner, przenosili prawa biologii na życie społeczne: prawo dziedziczności, twierdzi Büchner, działa z nieubłaganą konsekwencją, toteż żadne środki wychowawcze nie przeobrażą syna dzikusa w kulturalnego Europejczyka. Tak samo w zasadzie traktuje Büchner robotników; robotnicy nie są w stanie wznieść się na taki poziom, by mogli rządzić państwem: muszą służyć państwu, a nie rządzić nim.